# Silvius appendiculatus
Silvius appendiculatus är en tvåvingeart som beskrevs av Macquart 1846. Silvius appendiculatus ingår i släktet Silvius och familjen bromsar. Inga underarter finns listade i Catalogue of Life.